# Parlamentswahl in Italien 1870
- Sinistra: 195
- Unabh.: 56
- Vakant: 24
- Destra: 233

Die Parlamentswahl in Italien 1870 fand am 20. November und am 27. November 1870 statt.
Die Legislaturperiode des gewählten Parlaments dauerte vom 5. Dezember 1870 bis zum 20. September 1874.

## Ergebnisse
530.018 Personen (2,0 % der Bevölkerung) besaßen das Wahlrecht. Davon beteiligten sich 240.974 (45,5 %) an der Wahl.
| Partei             | Anzahl der Stimmen | %       | Mandate |
| ------------------ | ------------------ | ------- | ------- |
| Historische Rechte | 110.525            | 045,9 % | 233     |
| Historische Linke  | 092.499            | 038,4 % | 195     |
| Unabhängige        | 037.950            | 015,7 % | 056     |
| Insgesamt          | 240.974            | 100,0 % | 508     |